# بلوك ستريم
بلوك ستريم (بالإنجليزية: Blockstream) هي شركة تكنولوجيا سلسلة الكتل يقودها المؤسس المشارك آدم باك، تم تأسيسها في عام 2014، ومقرها في فيكتوريا، كندا، ولها مكاتب وموظفون في جميع أنحاء العالم. تطور الشركة مجموعة من المنتجات والخدمات لتخزين ونقل البيتكوين والأصول الرقمية الأخرى. جمعت الشركة 210 مليون دولار من المستثمرين حتى الآن. بما في ذلك شركات رأس المال الاستثماري أكسا. توظف بعض مطوري بيتكوين كور البارزين. طور مهندسو الشركة لغة مبسطة لتطوير عقود بيتكوين الذكية تسمى ميني سكربت، والتي لها تطبيقات حالياً في سي++ ورست.

## روابط خارجية
- الموقع الرسمي